# Saint-Paul-d’Uzore
Saint-Paul-d’Uzore – miejscowość i gmina we Francji, w regionie Owernia-Rodan-Alpy, w departamencie Loara.
Według danych na rok 1990 gminę zamieszkiwało 95 osób, a gęstość zaludnienia wynosiła 10 osób/km² (wśród 2880 gmin regionu Rodan-Alpy Saint-Paul-d’Uzore plasuje się na 1526. miejscu pod względem liczby ludności, natomiast pod względem powierzchni na miejscu 1159.).